# Sankt Thomas, Oberösterreich
Sankt Thomas är en ort och kommun i Österrike. Den ligger i distriktet Grieskirchen i förbundslandet Oberösterreich, 180 kilometer väster om huvudstaden Wien.
Kommunen består av 13 orter (Ortschaften) (inom parentes invånarantal 1 januari 2024):

- Am Bäckerberg (48)
- Ebenstraß (15)
- Eppenedt (6)
- Großgerstdopl (34)
- Kirnwies (8)
- Lameth (9)
- Naichet (15)
- Oberprambach (43)
- Ramesedt (25)
- Sankt Thomas (315)
- Schmidgraben (8)
- Straß (41)
- Wimm (14)